# Stadtbibliothek Villingen-Schwenningen
Die Stadtbibliothek Villingen-Schwenningen ist die kommunale Bücherei der Stadt Villingen-Schwenningen.

## Stadtbibliothek
Sie entstand 1972 durch die Fusion der einstmals eigenständigen Städte Villingen im Schwarzwald und Schwenningen am Neckar, durch die auch die beiden Stadtbibliotheken vereinigt wurden. Dadurch erklären sich die bis heute existierenden Doppelstrukturen, die sich vor allem im Bestehen zweier Standorte widerspiegeln. Die  Hauptstelle befindet sich in Schwenningen und firmiert als Stadtbibliothek am Muslenplatz. Hier ist auch die Kreisergänzungsbücherei des Schwarzwald-Baar-Kreises integriert. In Villingen besteht – gegenüber dem Villinger Münster – die Zweigstelle Stadtbibliothek am Münsterplatz. 
Die Nutzer der Bibliothek können im Wege der Fernleihe auf in anderen Bibliotheken des Südwestdeutschen Bibliotheksverbundes verfügbare Medien zugreifen.
Für Menschen mit eingeschränkter Mobilität besteht das Angebot „Bücher auf Rädern“, über das Medien aller Art nach Hause geliefert werden.

## Die Bibliothek als Veranstaltungsort
Nach dem Schwenninger Mundartforscher Karl Haag ist der Karl-Haag-Saal benannt, ein Veranstaltungssaal in der Schwenninger Hauptstelle. Hier finden kulturelle Veranstaltungen, insbesondere Ausstellungen, statt. 1984 wurden etwa Werke Eberhard Stroots ausgestellt, 1989 solche Felix Schlenkers.

## Weitere Bibliotheken
Das öffentliche Bibliothekswesen in Villingen-Schwenningen wird ergänzt durch 
- in Villingen: das Stadtarchiv;
- in Schwenningen: die Hochschulbibliotheken der Hochschule für Polizei, der Hochschule Furtwangen (Campus Schwenningen) und der Dualen Hochschule.